# 帕斯卡战役
帕斯卡战役（西班牙語：Batalla de Pasca）发生于南部穆伊斯卡联盟（由西帕萨瓜曼其卡领导）与潘切人及苏塔加奥人（由富萨加苏加卡西克统领）的联军之间。该战役约于1470年发生在现今哥伦比亚昆迪纳马卡省帕斯卡地区，最终萨瓜曼奇卡获胜。

## 背景

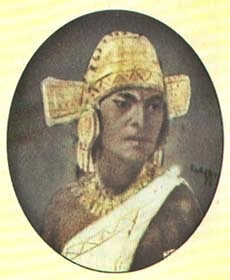
萨瓜曼其卡

在西班牙征服穆伊斯卡之前，哥伦比亚安第斯山脉的中部高原（昆迪博亚卡高原）居住着多个原住民群体。人口最多的是穆伊斯卡人，他们聚居在东部山脉的中部谷地。当时南部穆伊斯卡的领袖是新任统治者萨瓜曼其卡，他从叔父梅库楚卡手中接过权柄。其西北邻为穆索人；南境与世仇潘切人接壤；而现今昆迪纳马卡东南部所在的区域，在当时则由苏塔加奥人占据。

## 战斗

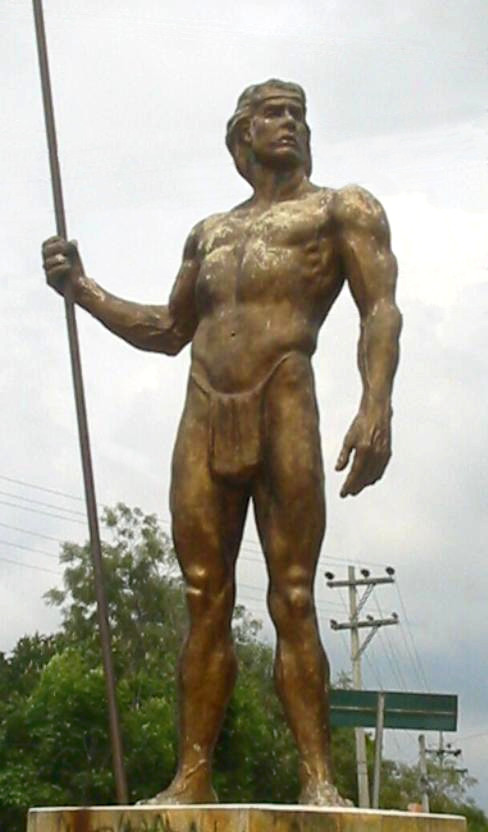
富萨加苏加的苏塔加奥战士像

1470年萨瓜曼其卡掌权后不久，便决心征服苏塔加奥人。他先派出侦察队摸清地形，随后亲率约30,000名格查战士从巴卡塔出发。数日内，军队抵达帕斯卡地区，当地居民抵抗微弱，不到十二小时就被完全征服。
突破此地后，西帕军队与富萨加苏加卡西克的部队相遇，后者占据一座平坦山丘，正严阵以待。这座山丘地形险要，一边是陡峭的山岭，另一边是深谷，谷底有溪水流过。山丘上能俯瞰延伸到苏比亚河（Subía）的富萨加苏加平原。萨瓜曼奇卡遂下令扎营，并于深夜派遣12,000名格查战士，由一位普西普夸（psihipqua，即血统王子）带领，秘密攀爬陡峭的山峰，绕到苏塔加奥人后方。次日黎明，约定信号发出，西帕军队同时从正面和后方发起攻击。腹背受敌的富萨加苏加战士很快溃散奔逃，西帕军队乘胜追击，消灭了大部分敌军，直追到富萨加苏加聚落的入口。日出时分，西帕军队大获全胜，富萨加苏加将领乌萨塔马（Uzatama）被俘。富萨加苏加的盟友蒂瓦奎卡西克身负重伤，说服富萨加苏加卡西克投降，后者遂照办。卡西克跪于萨瓜曼其卡面前，承认其为最高领主并祈求宽恕。西帕赦免了他，让他继续担任富萨加苏加的卡西克，但条件是这片土地自此臣属于巴卡塔西帕政权统治。

## 后续
约二十年后，萨瓜曼奇卡与北部穆伊斯卡领袖萨克米楚阿展开另一场重大战役——乔孔塔战役。此役中两位穆伊斯卡统治者皆阵亡。

### 引用
1. 1 2 3  Fernández de Piedrahita 1688，第30頁.
2. 1 2 3 4   . Pueblos Originarios.   [2025-07-29] （西班牙语）.
3. ↑  Fernández de Piedrahita 1688，第31頁.
4. ↑  Fernández de Piedrahita 1688，第32頁.

### 文献
- Fernández de Piedrahita, Lucas, , 1688  [2016-07-08] （西班牙语）